# Рајчани (Кочани)
Рајчани (мкд. Рајчани) су насеље у Северној Македонији, у источном делу државе. Рајчани су у саставу општине Кочани.
Код Рајчана је страдао познати македонски устаник Никола Карев.

## Географија
Рајчани су смештени у источном делу Северне Македоније. Од најближег града, Кочана, насеље је удаљено 20 km северозападно.
Насеље Рајчани се налази у историјској области Кочанско поље. Насеље је положено северно од поља, на првим брдима југозападног дела Осоговске планина. Надморска висина насеља је приближно 710 метара. 
Месна клима је планинска због знатне надморске висине.

## Становништво
Рајчани су према последњем попису из 2002. године имали 33 становника.
Претежно становништво у насељу су етнички Македонци (100%).
Већинска вероисповест месног становништва је православље.